# Lista de prêmios e indicações recebidos por Prince Royce
A lista de prêmios de Prince Royce, consiste em 75 indicações e 153 prêmios vencidos. A partir de 2010, Royce lançou seu primeiro álbum de estúdio, auto-intitulado que recebeu uma indicação ao Grammy Latino por "Best Contemporary Tropical Album". No ano seguinte o álbum recebeu recebeu mais quatro indicações, tendo vencido as três que concorreu no Billboard Latin Music Awards nas categorias "Tropical Album of the Year", "Digital Album of the Year" e "Album of the Year". O primeiro single, "Standy by Me" recebeu uma única indicação, ganhando na categoria "Tropical Song of the Year" no Lo Nuestro Awards. "Corazón Sin Cara" lançado como segundo single, recebeu seis indicações e venceu em duas categorias uma no Billboard Latin Music Awards por "Tropical Songs Artist of the Year" e "Best Video" no Premios Juventud.
Em 2012, Royce recebeu três indicações no Billboard Music Awards, três Casandra Award vencendo na categoria Artista "Popular en el Extranjero". No Billboard Latin Music Awards, Royce recebeu doze indicações, tendo o segundo maior número de indicações neste ano. O cantor foi o mais premiado ao lado de Don Omar com oito estatuetas cada.

## Billboard

### Billboard Music Awards
O Billboard Music Awards é uma cerimónia de entrega de prémios dos Estados Unidos da América, patrocinado pela revista Billboard, para homenagear os artistas da indústria musical.
| Ano  | Indicação          | Categoria        | Resultado |
| ---- | ------------------ | ---------------- | --------- |
| 2011 | Prince Royce       | Top Latin Álbum  | Indicado  |
| 2011 | Ele Mesmo          | Top Latin Artist | Indicado  |
| 2012 | Ele Mesmo          | Top Latin Artist | Indicado  |
| 2012 | Prince Royce       | Top Latin Álbum  | Indicado  |
| 2012 | "Corazón Sin Cara" | Top Latin Song   | Indicado  |

### Billboard Latin Music Awards
O Billboard Latin Music Awards cresceu a partir do programa Billboard Music Awards da revista Billboard, uma publicação da indústria de gráficos de vendas e airplay de rádio para homenagear os artistas da indústria musical.
| Ano  | Indicação          | Categoria                               | Resultado |
| ---- | ------------------ | --------------------------------------- | --------- |
| 2011 | Ele mesmo          | Latin Artist of the Year                | Venceu    |
| 2011 | Ele mesmo          | Tropical Airplay Artist of the Year     | Venceu    |
| 2011 | Ele mesmo          | Venceu                                  |           |
| 2011 | Ele mesmo          | Tropical Albums Artist of the Year      | Indicado  |
| 2011 | Ele mesmo          | Hot Latin Songs Male Artist of the Year | Indicado  |
| 2011 | Ele mesmo          | Tropical Álbum of the Year              | Venceu    |
| 2012 | Ele mesmo          | Artist of the Year                      | Venceu    |
| 2012 | Ele mesmo          | Songs Male Artist of the Year           | Indicado  |
| 2012 | Ele mesmo          | Albums Male Artist of the Year          | Indicado  |
| 2012 | Ele mesmo          | Tropical Songs Artist Solo of the Year  | Venceu    |
| 2012 | Ele mesmo          | Tropical Albums Artist Solo of the Year | Venceu    |
| 2012 | Ele mesmo          | Composer of the Year                    | Venceu    |
| 2012 | Prince Royce       | Álbum of the Year                       | Venceu    |
| 2012 | Prince Royce       | Digital Álbum of the Year               | Venceu    |
| 2012 | Prince Royce       | Tropical Álbum of the Year              | Venceu    |
| 2012 | "Corazón Sin Cara" | Tropical Song of the Year               | Venceu    |
| 2012 | "Corazón Sin Cara" | Airplay Song of the Year                | Indicado  |
| 2012 | "Corazón Sin Cara" | Song of the Year                        | Indicado  |

## Casandra Award
Los Premios Casandra são entregues anualmente pela Associação de Críticos de Arte da República Dominicana desde 15 de abril de 1985. São homenageados os melhores da música, da arte popular, da arte clássica e Comunicações da República Dominicana, durante o ano. Ele é atualmente o único prêmio que acontece no país para os artistas dominicanos.
| Ano  | Indicação         | Categoria                          | Resultado |
| ---- | ----------------- | ---------------------------------- | --------- |
| 2011 | Prince Royce      | Álbum Musical                      | Indicado  |
| 2011 | Ele Mesmo         | Artista Destacado en el Extranjero | Indicado  |
| 2011 | Ele Mesmo         | Revelación del Año                 | Venceu    |
| 2012 | Ele Mesmo         | Artista Popular en el Extranjero   | Venceu    |
| 2012 | Bachata Del Año   | Mi Última Carta                    | Indicado  |
| 2012 | Concierto Del Año | Prince Royce: El Concierto         | Indicado  |

## Grammy Latino
O prêmio Grammy Latino é realizado desde 2000, para homenagear os artistas da música da América Latina.
| Ano  | Indicação                      | Categoria                        | Resultado |
| ---- | ------------------------------ | -------------------------------- | --------- |
| 2010 | Prince Royce                   | Best Contemporary Tropical Álbum | Indicado  |
| 2011 | Ven Conmigo (com Daddy Yankee) | Best Urban Song                  | Indicado  |

## MTV Video Music Awards
Os "MTV Video Music Awards" foram feitos pela primeira vez em 1984 pela MTV, de forma a enaltecer os melhores videoclipees do ano. Originalmente concebidos como uma alternativa aos Grammy Awards, os MTV Video Music Awards são agora um programa de entrega de prémios da cultura pop.
| Ano  | Indicação | Categoria          | Resultado |
| ---- | --------- | ------------------ | --------- |
| 2011 | Ele Mesmo | Best Latino Artist | Indicado  |

## Premios Juventud
Os Premios Juventud (Prêmios Juventude) são atribuídos pelo canal de televisão estadunidense Univisión a celebridades falantes de castelhano na área do cinema, música, esporte, moda e cultura pop.
| Ano  | Indicação                                                   | Categoria               | Resultado |
| ---- | ----------------------------------------------------------- | ----------------------- | --------- |
| 2011 | Ele mesmo                                                   | Melhor Artista          | Venceu    |
| 2011 | Ele mesmo                                                   | Melhor Artista Tropical | Venceu    |
| 2011 | Ele mesmo                                                   | Siga-me os Bons         | Indicado  |
| 2011 | Prince Royce Tour                                           | Melhor Turnê            | Venceu    |
| 2011 | "Corazón Sin Cara"                                          | Melhor Canção           | Indicado  |
| 2011 | "Corazón Sin Cara"                                          | Clipe Favorito          | Venceu    |
| 2011 | "Corazón Sin Cara"                                          | Melhor Balada           | Indicado  |
| 2011 | "Corazón Sin Cara"                                          | Melhor Ringtone         | Indicado  |
| 2012 | Ele mesmo                                                   | Artista Tropical        | Indicado  |
| 2012 | Ele mesmo                                                   | Voz do Momento          | Indicado  |
| 2012 | Ele mesmo                                                   | Siga-me os Bons         | Indicado  |
| 2012 | "Las Cosas Pequeñas"                                        | Melhor Ringtone         | Indicado  |
| 2012 | "Las Cosas Pequeñas"                                        | Música Corta-Veias      | Indicado  |
| 2012 | "Las Cosas Pequeñas"                                        | Clipe Favorito          | Indicado  |
| 2012 | "Las Cosas Pequeñas"                                        | Música mais Pegajosa    | Indicado  |
| 2012 | "El Verdadero Amor Perdona" (Maná com Prince Royce          | Combinação Perfeita     | Indicado  |
| 2012 | "Ven Conmigo" (Daddy Yankee com Prince Royce)               | Combinação Perfeita     | Indicado  |
| 2012 | Euphoria Tour (Enrique Iglesias com Pitbull e Prince Royce) | Melhor Turnê            | Indicado  |

## Premio Lo Nuestro
O Premios Lo Nuestro é um prêmio realizado pela Univisión desde 1989, para homenagear os artistas da música latina.
| Ano  | Indicação                      | Categoria                                     | Resultado |
| ---- | ------------------------------ | --------------------------------------------- | --------- |
| 2011 | Ele Mesmo                      | Tropical Male Artist of the Year              | Venceu    |
| 2011 | Ele Mesmo                      | Tropical Breakout Artist or Group of the Year | Venceu    |
| 2011 | Ele Mesmo                      | Traditional Tropical Artist of the Year       | Venceu    |
| 2011 | Ele Mesmo                      | Tropical Male Artist of the Year              | Venceu    |
| 2011 | Ele Mesmo                      | Traditional Tropical Artist of the Year       | Venceu    |
| 2011 | Prince Royce                   | Tropical Álbum of Year                        | Indicado  |
| 2011 | "Standy by Me"                 | Tropical Song of the Year                     | Venceu    |
| 2011 | Ven Conmigo (com Daddy Yankee) | Urban Song of the Year                        | Indicado  |
| 2011 | Ven Conmigo (com Daddy Yankee) | Collaboration of the Year                     | Venceu    |
| 2011 | El Amor Que Perdimos           | Tropical Song of the Year                     | Venceu    |